# إيفان دي لا بينا
إيفان دي لا بينا (بالإسبانية: Iván de la Peña López) (مواليد 6 مايو 1976 في سانتاندير - إسبانيا) لاعب كرة قدم إسباني معتزل كان يلعب في الدرجة الأولى لنادي إسبانيول الإسباني منذ 2002 في مركز الوسط المهاجم .

## وصلات خارجية
- إيفان دي لا بينا على موقع الاتحاد الدولي (مؤرشف)  (الإنجليزية)
- إيفان دي لا بينا على موقع رابطة كرة القدم الفرنسية للمحترفين (الإنجليزية)
- إيفان دي لا بينا على موقع قاعدة بيانات كرة القدم.إي يو (الإنجليزية)
- إيفان دي لا بينا على موقع ناشيونال فوتبول تيمز (الإنجليزية)
- إيفان دي لا بينا على موقع Soccerway.com (الإنجليزية)
- إيفان دي لا بينا على موقع عالم كرة القدم.نت (الإنجليزية)
- إيفان دي لا بينا على موقع أوليمبيديا (الإنجليزية)